# Повх Олеся Іванівна
Оле́ся Іва́нівна По́вх (нар. 18 жовтня 1987) — українська легкоатлетка, спринтер, бронзова медалістка Олімпійських ігор і чемпіонату світу, чемпіонка Європи. На період від 03.08.2017 до 02.08.2021 усунуто від участі у змаганнях за порушення антидопінгових правил. При цьому анульовано всі результати змагань, встановлені в період від 15.06.2016 до 03.08.2017 (позбавлено всіх титулів, нагород, медалей, балів).

## Кар'єра
Олеся Повх розпочала виступи на міжнародній арені у 2010 році. Вона добралася до півфіналу змагань з бігу на 60 м на чемпіонаті світу 2010 року в закритих приміщеннях і здобула разом із колегами зі збірної України бронзову медаль за естафету на командному чемпіонаті Європи 2010. На літньому чемпіонаті Європи 2010 року в бігу на 100 м вона вибула у півфіналі, однак у складі збірної вона стала чемпіонкою Європи, встановивши рекорд України 42,29 с. Цей результат став найшвидшим того року у світі. Представляючи Європу на континентальному кубку IAAF 2010 команда стала другою після збірної США.
2010 року Олеся закінчила Дніпропетровський державний інститут фізичної культури та спорту і з 2011 повністю присвятила себе легкій атлетиці. Вона розпочала рік результатом 7,14 с на відбіркових змаганнях до чемпіонату Європи в закритих приміщеннях 2011. У серпні 2011 року в складі збірної України вона здобула бронзові медалі чемпіонату світу 2011 в естафеті 4 х 100.
Найкращий результат Повх у бігу на 100 м, який вона показала у липні 2009 року в Донецьку, становить 11,29 с.

### Олімпійські ігри 2012
На літній Олімпіаді, яка проходила з 27-го липня по 12 серпня 2012 року, Олеся разом з Марією Рємєнь, Христиною Стуй та Єлизаветою Бризгіною фінішували третіми, показавши результат 42,04 секунди, який став новим національним рекордом України. Переможцями естафети стали американські бігунки зі світовим рекордом 40,82 секунди. Другими стали спортсменки з Ямайки — 41,41 секунди.

### Універсіада 2013
На літній Універсіаді, яка проходила з 6-го по 17-те липня у Казані, Олеся разом з Вікторією П'ятаченко, Наталею Погребняк та Марією Рємєнь виступали у естафеті 4×100 метрів. Із результатом 42.77 дівчата стали золотими призерами Універсіади. Друге місце із результатом 43.54 в американської команди, третє — 43.81 — у спортсменок із Польщі. У такому складі спортсменки брали участь у змаганні вперше.

### Виступи на Олімпіадах
| Олімпіада   | Дисципліна     | Результат | Місце |                     |
| Лондон 2012 | Біг 100 м      | 11,30     | 17    |                     |
| Лондон 2012 | естафета 4х100 | 42,04     | 3     |                     |
| Ріо 2016    | Біг 100 м      | 11,29     | 20    | анульовано (Допінг) |
| Ріо 2016    | естафета 4х100 | 42,36     | 39    | анульовано (Допінг) |

## Державні нагороди
- Орден «За заслуги» III ст. (25 липня 2013) — за досягнення високих спортивних результатів на XXVII Всесвітній літній Універсіаді в Казані, виявлені самовідданість та волю до перемоги, піднесення міжнародного авторитету України[10]
- Орден княгині Ольги III ст. (15 серпня 2012) — за досягнення високих спортивних результатів на XXX літніх Олімпійських іграх у Лондоні, виявлені самовідданість та волю до перемоги, піднесення міжнародного авторитету України[11]